# Renzo Imbeni
Renzo Imbeni (né le 12 octobre 1944 à Modène et mort le 22 février 2005 à Bologne), est un homme politique italien.